# Balatonudvari
Balatonudvari är ett samhälle i provinsen Veszprém i Ungern. Balatonudvari ligger i distriktet Balatonfüred och har en area på 18,80 km². År 2019 hade Balatonudvari totalt 319 invånare.